# Programma della stazione spaziale internazionale
Il programma della stazione spaziale internazionale è legato insieme da una complessa serie di accordi legali, politici e finanziari tra le sedici nazioni coinvolte nel progetto, che regolano la proprietà dei vari componenti, i diritti dell'equipaggio, l'utilizzo, le responsabilità per la rotazione dell'equipaggio e il rifornimento del Stazione spaziale internazionale (ISS).
Il progetto è stato concepito nel 1984 dal presidente Ronald Reagan, durante il progetto Space Station Freedom, come era originariamente chiamato. Questi accordi legano insieme le cinque agenzie spaziali e i rispettivi programmi della Stazione Spaziale Internazionale e regolano il modo in cui interagiscono tra loro su base giornaliera per mantenere le operazioni della stazione, dal controllo del traffico dei veicoli spaziali da e verso la stazione, all'utilizzo dello spazio e del tempo dell'equipaggio. Nel marzo 2010, i responsabili del programma della Stazione Spaziale Internazionale di ciascuna delle cinque agenzie partner hanno ricevuto il Laureate Award della Aviation Week nella categoria Spazio e il programma ISS ha ricevuto il Collier Trophy 2009.

## Storia e concezione
All'inizio degli anni '80, la NASA pianificò di lanciare una stazione spaziale modulare chiamata Freedom come controparte delle stazioni spaziali sovietiche Salyut e Mir. Nel 1984 l'ESA è stata invitata a partecipare a Space Station Freedom e l'ESA ha approvato il laboratorio Columbus nel 1987. Il Japanese Experiment Module (JEM), o Kibō, è stato annunciato nel 1985, come parte della stazione spaziale Freedom in risposta a una richiesta della NASA nel 1982.
All'inizio del 1985, i ministri della scienza dei paesi dell'Agenzia spaziale europea (ESA) approvarono il programma Columbus, lo sforzo più ambizioso nello spazio intrapreso da quell'organizzazione all'epoca. Il piano guidato da Germania e Italia includeva un modulo che sarebbe stato collegato a Freedom e con la capacità di evolversi in un avamposto orbitale europeo a tutti gli effetti prima della fine del secolo. La stazione spaziale avrebbe anche unito i programmi spaziali nazionali europei e giapponesi emergenti più vicini al progetto guidato dagli Stati Uniti, impedendo così a quelle nazioni di diventare anche concorrenti importanti e indipendenti.
Nel settembre 1993, il vicepresidente americano Al Gore e il primo ministro Russo Viktor Chernomyrdin hanno annunciato piani per una nuova stazione spaziale, che alla fine è diventata la stazione spaziale internazionale. Hanno anche convenuto, in preparazione di questo nuovo progetto, che gli Stati Uniti sarebbero stati coinvolti nel programma Mir, compreso l'attracco delle navette americane, nel programma Shuttle- Mir.

### Accordo del 1998

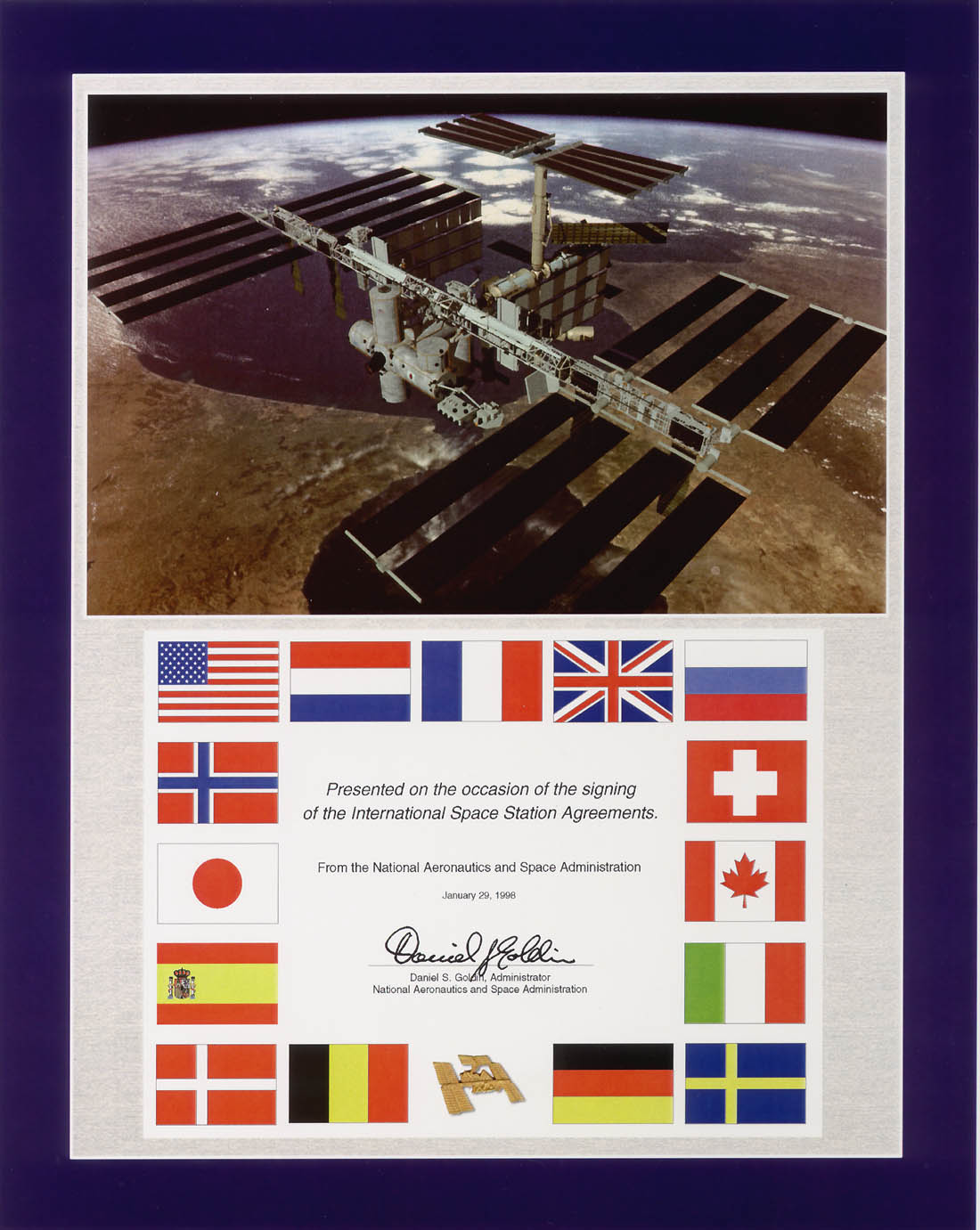
Una targa commemorativa in onore dell'Accordo intergovernativo della Stazione Spaziale firmata il 28 gennaio 1998

La struttura legale che regola la stazione è a più livelli. Lo strato principale che stabilisce obblighi e diritti tra i partner della ISS è l'Accordo intergovernativo sulla stazione spaziale (IGA), un trattato internazionale firmato il 28 gennaio 1998 da quindici governi coinvolti nel progetto della stazione spaziale. La ISS è composta da Canada, Giappone, Federazione Russa, Stati Uniti e undici Stati membri dell'Agenzia spaziale europea (Belgio, Danimarca, Francia, Germania, Italia, Paesi Bassi, Norvegia, Spagna, Svezia, Svizzera e Regno Unito). L'articolo 1 ne delinea lo scopo:
Il presente Accordo è un quadro di cooperazione internazionale a lungo termine sulla base di un'autentica partnership, per la progettazione dettagliata, lo sviluppo, il funzionamento e l'utilizzo di una Stazione Spaziale civile abitata in modo permanente per scopi pacifici, in conformità con il diritto internazionale.
L'IGA pone le basi per un secondo livello di accordi tra i partner denominati "Memoranda of Understanding" (MOU), di cui quattro esistono tra la NASA e ciascuno degli altri quattro partner. Non ci sono MOU tra ESA, Roskosmos, CSA e JAXA perché la NASA è il manager designato della ISS. I MOU vengono utilizzati per descrivere i ruoli e le responsabilità dei partner in modo più dettagliato.
Un terzo livello è costituito da accordi contrattuali barattati o dallo scambio di diritti e doveri dei partner, compreso l'accordo quadro commerciale del 2005 tra NASA e Roscosmos che stabilisce i termini e le condizioni in base ai quali la NASA acquistava posti per l'equipaggio sulla navicella Sojuz e la capacità di carico su navi senza equipaggio Trasportatori di progresso.
Un quarto livello giuridico di accordi implementa e integra ulteriormente i quattro MOU. In particolare, tra questi c'è il codice di condotta della ISS, che stabilisce la giurisdizione penale, la lotta alle molestie e alcune altre regole di comportamento per i membri dell'equipaggio della ISS. prodotto nel 1998.

## Operazioni del programma

### Spedizioni
A ogni equipaggio permanente viene assegnato un numero di spedizione. Le spedizioni durano fino a sei mesi, dal lancio al disancoraggio. Le spedizioni da 1 a 6 consistevano in equipaggi di tre persone. Le spedizioni da 7 a 12 furono ridotte al minimo sicuro di due in seguito alla distruzione dello Shuttle Columbia della NASA. Dalla spedizione 13 l'equipaggio è gradualmente aumentato a sei intorno al 2010. Con l'arrivo dell'equipaggio sulla Crew Dragon, il 16 novembre 2020, nell'ambito del programma commerciale avviato dalla NASA, la dimensione della spedizione venne aumentata a sette membri dell'equipaggio.

### Operazioni della flotta
Negli anni un'ampia varietà di veicoli spaziali con e senza equipaggio ha supportato le attività della stazione spaziale. I voli per la ISS includono 37 missioni Space Shuttle, 75 veicoli spaziali di rifornimento Progress (inclusi i trasporti dei moduli M-MIM2 e M-SO1 modificati), 59 veicoli spaziali Soyuz con equipaggio, 5 ATV, 9 HTV giapponesi, 20 Dragon e 13 missioni Cygnus.
Ci sono attualmente 8 portelli di attracco disponibili per la visita di veicoli spaziali.
- Harmony - Rorward (con PMA 2 / IDA 2)
- Harmony - Zenith (con PMA 3 / IDA 3)
- Harmony - Nadir
- Unity - Nadir
- Pirs - Nadir
- Poisk - Zenith
- Rassvet - Nadir
- Zvezda - a poppa

### Equipaggio
Al 9 aprile 2020, 240 persone provenienti da 19 paesi hanno visitato la Stazione Spaziale, molte delle quali più volte. Gli Stati Uniti mandarono 151 persone, la Russia 48 di cui: 9 Giapponesi, 8 Canadesi, 5 Italiani, 4 Francesi, 3 Tedeschi e ce n'erano uno ciascuno da Belgio, Brasile, Danimarca, Gran Bretagna, Kazakistan, Malesia, Paesi Bassi, Sud Africa, Corea del Sud, Spagna, Svezia e Emirati Arabi Uniti.

### Senza equipaggio
I voli senza equipaggio verso la Stazione Spaziale Internazionale (ISS) sono fatti principalmente per consegnare merci, tuttavia anche diversi moduli russi sono stati attraccati all'avamposto dopo i lanci senza equipaggio. Le missioni di rifornimento utilizzano tipicamente la navicella spaziale russa Progress, i veicoli di trasferimento automatizzati europei, i veicoli Kounotori giapponesi e le navicelle spaziali americane Cargo Dragon e Cygnus. In precedenza erano impiegate anche le navette H-II Transfer Vehicle (HTV) giapponese e Automated Transfer Vehicle (ATV) europea.
| Veicolo      | Modalità attracco                | Portello di Attracco        | Tempo ancoraggio |
| ------------ | -------------------------------- | --------------------------- | ---------------- |
| Progress     | Automatico - KURS Manuale - TORU | Pirs nadir Poisk zenith     | Fino a 6 mesi    |
| HTV          | Manuale - Canadam 2              | Harmony                     | Uno o due mesi   |
| ATV          | Automatico - KURS                | Zvezda aft                  | Fino a 6 mesi    |
| Dragon 1     | Manuale - Canadam 2              | Harmony nadir               | Uno o due mesi   |
| Cargo Dragon | Automatico - KURS                | Harmony nadir o zenith      | Uno o due mesi   |
| Cygnus       | Manuale - Canadam 2              | Harmony nadir o Unity nadir | Fino a 6 mesi    |

### Riparazioni
Dall'inizio della costruzione, il programma della Stazione Spaziale Internazionale ha dovuto affrontare diversi problemi di manutenzione, problemi imprevisti e guasti. Questi incidenti hanno influito sui tempi di montaggio, hanno portato a periodi di ridotte capacità della stazione e in alcuni casi avrebbero potuto costringere l'equipaggio ad abbandonare la stazione spaziale per motivi di sicurezza, se questi problemi non fossero stati risolti.

### Centri di controllo della missione
I componenti della ISS sono gestiti e monitorati dalle rispettive agenzie spaziali nei centri di controllo delle missioni in tutto il mondo, tra cui:
- Roscosmos's Mission Control Center a Korolyov, Moscow Oblast - controlla il segmento orbitale russo che gestisce la guida, la navigazione e il controllo per l'intera stazione,   oltre alle singole missioni Sojuz e Progress
- Centro di controllo ATV dell'ESA, presso il Centro spaziale di Tolosa (CST) a Tolosa, Francia - voli controllati del veicolo di trasferimento automatizzato europeo senza equipaggio
- Il centro di controllo JEM e il centro di controllo HTV della JAXA presso il centro spaziale di Tsukuba (TKSC) a Ibaraki, in Giappone, responsabili della gestione del complesso Kibō e di tutti i voli del veicolo spaziale White Stork HTV Cargo, rispettivamente
- Il Christopher C. Kraft Jr. Mission Control Center della NASA presso il Lyndon B. Johnson Space Center di Houston, Texas, funge da principale struttura di controllo per il segmento statunitense della ISS[9]
- Il Payload Operations and Integration Center della NASA presso il Marshall Space Flight Center di Huntsville, Alabama - coordina le operazioni di carico utile nell'USOS
- Il Columbus Control Centre dell'ESA presso il German Aerospace Center di Oberpfaffenhofen, Germania - gestisce il laboratorio di ricerca europeo Columbus
- MSS Control di CSA a Saint-Hubert, Quebec, Canada - controlla e monitora il Mobile Servicing System

## Futuro della ISS

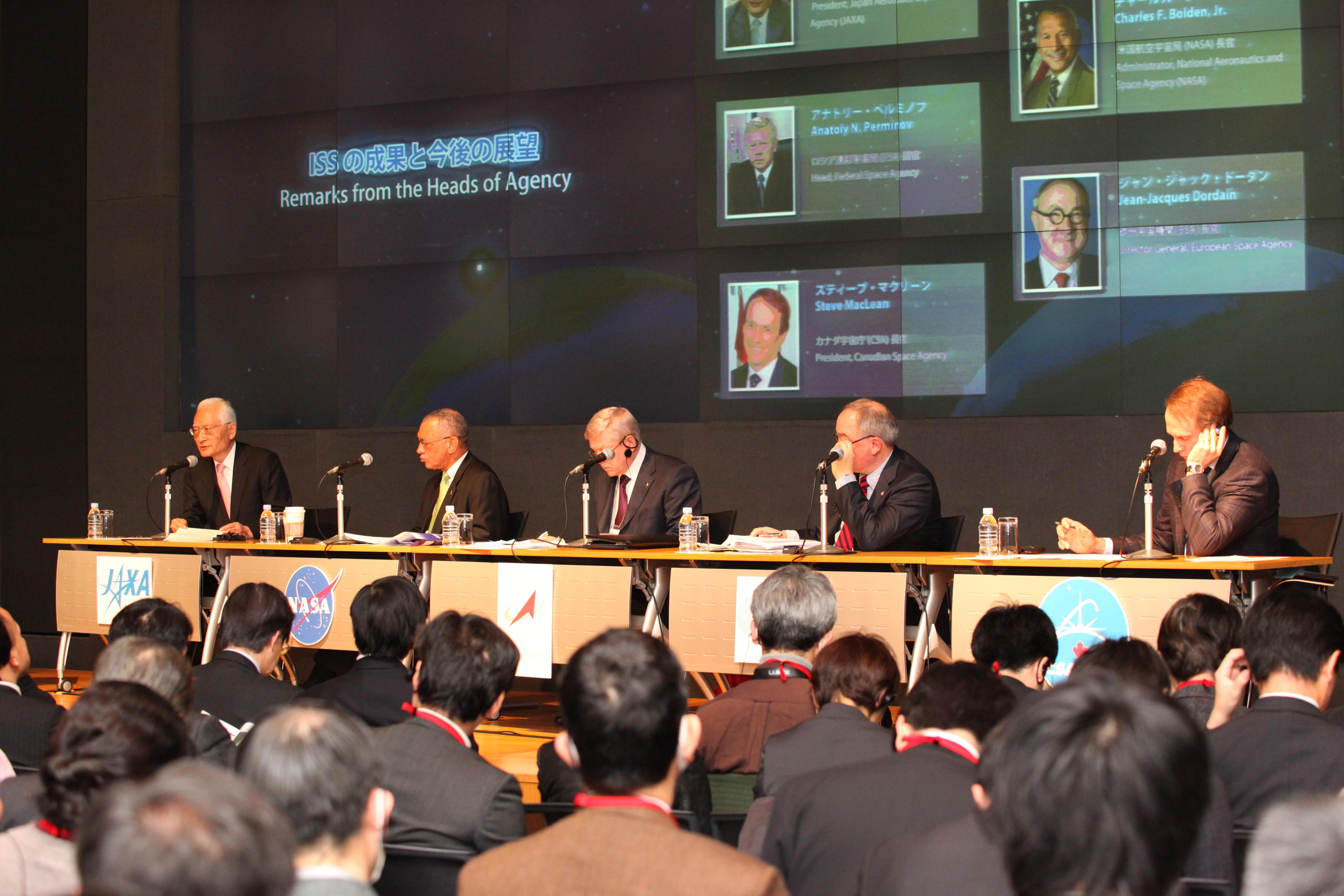
I capi delle agenzie ISS provenienti da Canada, Europa, Giappone, Russia e Stati Uniti si incontrano a Tokyo per esaminare la cooperazione con la ISS.

L'ex amministratore della NASA Michael D. Griffin afferma che la Stazione Spaziale Internazionale ha un ruolo da svolgere mentre la NASA avanza con un nuovo obiettivo per il programma spaziale con equipaggio, che è quello di andare oltre l'orbita terrestre per scopi di esplorazione umana e scoperta scientifica. "La Stazione Spaziale Internazionale è ora un trampolino di lancio sulla strada, piuttosto che essere il capolinea", ha detto Griffin. Griffin ha affermato che gli equipaggi della stazione non solo continueranno a imparare a vivere e lavorare nello spazio, ma impareranno anche a costruire hardware in grado di sopravvivere e funzionare per gli anni necessari per compiere il viaggio di andata e ritorno dalla Terra a Marte.
Nonostante questo punto di vista, tuttavia, in un'e-mail interna trapelata alla stampa il 18 agosto 2008 da Griffin ai dirigenti della NASA, Griffin apparentemente comunicò la sua convinzione che l'attuale amministrazione statunitense non avesse reso possibile prevede che gli equipaggi statunitensi partecipino all'ISS dopo il 2011 e che l'Ufficio di gestione e bilancio (OMB) e l'Office of Science and Technology Policy (OSTP) stessero effettivamente cercando la sua fine. L'e-mail sembrava suggerire che Griffin riteneva che l'unica soluzione ragionevole fosse quella di estendere il funzionamento dello Space Shuttle oltre il 2010, ma ha osservato che la politica esecutiva (ovvero la Casa Bianca) era ferma sul fatto che non ci sarebbe stata alcuna proroga del pensionamento dello Space Shuttle data, e quindi nessuna capacità degli Stati Uniti di lanciare equipaggi in orbita fino a quando il veicolo spaziale Orion non diventerà operativo nel 2020 come parte del programma Constellation. Non vedeva l'acquisto di lanci russi per gli equipaggi della NASA politicamente fattibile dopo la guerra dell'Ossezia meridionale del 2008, e sperava che l'imminente amministrazione Barack Obama avrebbe risolto il problema nel 2009 estendendo le operazioni dello Space Shuttle oltre il 2010.
Una sollecitazione emessa dal JSC della NASA indica l'intenzione della NASA di acquistare da Roscosmos "un minimo di 3 posti Soyuz fino a un massimo di 24 a partire dalla primavera del 2012 "per fornire il trasporto dell'equipaggio della ISS".
Il 7 settembre 2008, la NASA ha rilasciato una dichiarazione riguardante l'e-mail trapelata, in cui Griffin ha detto:
L'e-mail interna trapelata non riesce a fornire il quadro contestuale per le mie osservazioni e il mio supporto per le politiche dell'amministrazione. La politica dell'amministrazione prevede di ritirare la navetta nel 2010 e acquistare il trasporto dell'equipaggio dalla Russia fino a quando Ares e Orion non saranno disponibili. L'amministrazione continua a sostenere la nostra richiesta di esenzione INKSNA. La politica dell'amministrazione continua ad essere che non intraprenderemo alcuna azione per impedire il funzionamento continuato della Stazione Spaziale Internazionale dopo il 2016. Sostengo fortemente queste politiche amministrative, così come OSTP e OMB.
Firmato - Michael D. Griffin
Il 15 ottobre 2008, il presidente Bush ha firmato il NASA Authorization Act del 2008, fornendo fondi alla NASA per una missione aggiuntiva per "fornire esperimenti scientifici alla stazione". La legge consente un ulteriore volo dello Space Shuttle, STS-134, verso la ISS per installare l'Alpha Magnetic Spectrometer, che era stato precedentemente cancellato.
Il presidente degli Stati Uniti Barack Obama ha sostenuto il funzionamento continuato della stazione e ha sostenuto il NASA Authorization Act del 2008. Il piano di Obama per l'esplorazione spaziale include il completamento della stazione e il completamento dei programmi statunitensi relativi alla navicella spaziale Orion.

### Nuovi partner
Secondo quanto riferito, la Cina ha espresso interesse per il progetto, soprattutto se sarebbe in grado di lavorare con l'RKA. A causa di problemi di sicurezza nazionale, il Congresso degli Stati Uniti ha approvato una legge che vieta il contatto tra i programmi spaziali statunitensi e cinesi. As of 2019, La Cina non è coinvolta nella Stazione Spaziale Internazionale. Oltre alle preoccupazioni per la sicurezza nazionale, le obiezioni degli Stati Uniti includono la situazione dei diritti umani della Cina e le questioni relative al trasferimento di tecnologia. I capi delle agenzie spaziali sudcoreane e indiane hanno annunciato alla prima sessione plenaria del Congresso internazionale di astronautica del 2009 il 12 ottobre che le loro nazioni intendono aderire al programma ISS. I colloqui sono iniziati nel 2010 e non hanno avuto successo. I capi dell'agenzia hanno anche espresso sostegno per prolungare la durata della ISS. Ai paesi europei che non fanno parte del programma della Stazione Spaziale Internazionale sarà consentito l'accesso alla stazione per un periodo di prova di tre anni, affermano i funzionari dell'ESA. L'Organizzazione per la ricerca spaziale indiana ha chiarito che non si unirà alla ISS e costruirà invece la propria stazione spaziale.

## Costo
La ISS è stata descritta come il singolo oggetto più costoso mai costruito.  Nel 2010 il costo totale era di 150 miliardi di dollari. Ciò include il budget della NASA di $ 58,7 miliardi (inflazione non aggiustata) per la stazione dal 1985 al 2015 ($ 72,4 miliardi nel 2010 dollari), $ 12 miliardi della Russia, $ 5 miliardi dell'Europa, $ 5 miliardi del Giappone, $ 2 miliardi del Canada e il costo di 36 voli navetta per costruire la stazione, stimato a 1,4 miliardi di dollari ciascuna, o 50,4 miliardi di dollari in totale. Supponendo 20.000 giorni-persona di utilizzo dal 2000 al 2015 da parte di equipaggi da due a sei persone, ogni giorno-persona costerebbe $ 7,5 milioni, meno della metà dei $ 19,6 milioni aggiustati per l'inflazione ($ 5,5 milioni prima dell'inflazione) per persona-giorno di Skylab.

## Opinioni pubbliche
La stazione spaziale internazionale è stata oggetto di varie critiche nel corso degli anni. I critici sostengono che il tempo e il denaro spesi sulla ISS potrebbero essere spesi meglio in altri progetti, che si tratti di missioni di veicoli spaziali robotici, esplorazione spaziale, indagini su problemi qui sulla Terra o semplicemente risparmi fiscali. Alcuni critici, come Robert L. Park, sostengono che pochissima ricerca scientifica era stata pianificata in modo convincente per la ISS in primo luogo. Sostengono anche che la caratteristica principale di un laboratorio spaziale è il suo ambiente di microgravità, che di solito può essere studiato in modo più economico con una "cometa del vomito".
Uno dei moduli ISS più ambiziosi fino ad oggi, il Centrifuge Accommodations Module, è stato cancellato a causa dei costi proibitivi che la NASA deve affrontare per il semplice completamento della ISS. Di conseguenza, la ricerca condotta sulla ISS è generalmente limitata agli esperimenti che non richiedono alcun apparato specializzato. Ad esempio, nella prima metà del 2007, la ricerca della ISS si è occupata principalmente delle risposte biologiche umane all'essere nello spazio, coprendo argomenti come i calcoli renali, il ritmo circadiano e gli effetti dei raggi cosmici sul sistema nervoso.
Altri critici hanno attaccato la ISS per alcuni motivi di progettazione tecnica:
1. Jeff Foust ha affermato che l'ISS richiede troppa manutenzione, specialmente da EVA rischiosi e costosi.[28] La rivista The American Enterprise riporta, ad esempio, che gli astronauti della ISS "ora dedicano l'85% del loro tempo solo alla costruzione e alla manutenzione".
2. La Astronomical Society of the Pacific ha affermato che la sua orbita è piuttosto inclinata, il che rende i lanci russi più economici, ma quelli statunitensi più costosi.[29]

In risposta ad alcune di queste critiche, i sostenitori dell'esplorazione spaziale umana affermano che le critiche al programma ISS sono miopi e che la ricerca e l'esplorazione spaziale con equipaggio hanno prodotto benefici tangibili per miliardi di dollari per le persone sulla Terra. Jerome Schnee ha stimato che il ritorno economico indiretto dagli spin-off dell'esplorazione spaziale umana è stato molte volte l'investimento pubblico iniziale. Una revisione delle affermazioni della Federation of American Scientists ha sostenuto che il tasso di rendimento della NASA dagli spin-off è in realtà "sorprendentemente negativo", ad eccezione del lavoro aeronautico che ha portato alla vendita di aeromobili.
È quindi discutibile se la ISS, a differenza del più ampio programma spaziale, sia un importante contributo alla società. Alcuni sostenitori sostengono che, a parte il suo valore scientifico, è un importante esempio di cooperazione internazionale. Altri affermano che la ISS è una risorsa che, se adeguatamente sfruttata, potrebbe consentire missioni lunari e su Marte con equipaggio più economiche.